# Jeffrey Dean Morgan
Jeffrey Dean Morgan (født 22. april, 1966) er en amerikansk skuespiller, bedst kendt for Tv-serier og film, som Denny Duquette i Greys Hvide Verden, som Negan i The Walking Dead, som John Winchester i Supernatural, og som The Comedian i 2009 superhelt filmen Watchmen.

## Tidlige liv
Morgan blev født i Seattle, Washington, søn af Sandy Thomas og Richard Dean Morgan. Han gik på Ben Franklin Elementary School, Rose Hill Junior High og Lake Washington High School i den nærliggende mindre by Kirkland. Morgan var basketballspiller i gymnasiet og universitetet, indtil en knæskade endte hans ønske om en karriere indenfor sporten. Han var en grafiker for en tid, indtil han hjalp en ven med flyttet til Los Angeles, derefter startede han sin skuespillerkarriere.

## Filmografi
| Film       | Film                               | Film                                                      | Film                                                              |
| År         | Film                               | Rolle                                                     | Noter                                                             |
| ---------- | ---------------------------------- | --------------------------------------------------------- | ----------------------------------------------------------------- |
| 1991       | Uncaged                            | Sharkey                                                   |                                                                   |
| 1995       | Dillinger and Capone               | Jack Bennett                                              |                                                                   |
| 1995       | Undercover Heat                    | Ramone                                                    |                                                                   |
| 1997       | Legal Deceit                       | Todd Hunter                                               |                                                                   |
| 1999       | Road Kill                          | Bobby                                                     |                                                                   |
| 2003       | Something More                     | Daniel                                                    | Kortfilm                                                          |
| 2004       | Dead & Breakfast                   | The Sheriff                                               |                                                                   |
| 2004       | Six: The Mark Unleashed            | Tom Newman                                                | Direkte-til-DVD-udgivelse                                         |
| 2005       | Chasing Ghosts                     | Det. Cole Davies                                          |                                                                   |
| 2006       | Jam                                | Dale                                                      |                                                                   |
| 2007       | Live!                              | Rick                                                      |                                                                   |
| 2007       | Kabluey                            | Brad                                                      |                                                                   |
| 2007       | PS, I Love You                     | William Gallagher                                         | Lærte at tale med en irsk accent                                  |
| 2008       | The Accidental Husband             | Patrick Sullivan                                          |                                                                   |
| 2008       | Days of Wrath                      | Bryan Gordon                                              |                                                                   |
| 2009       | Watchmen                           | Edward Blake/The Comedian                                 |                                                                   |
| 2009       | Taking Woodstock                   | Dan                                                       |                                                                   |
| 2010       | Shanghai                           | Connor                                                    |                                                                   |
| 2010       | The Losers                         | Clay                                                      |                                                                   |
| 2010       | Jonah Hex                          | Jeb Turnbull                                              | ukrediteret                                                       |
| 2011       | The Resident                       | Max                                                       |                                                                   |
| 2011       | Texas Killing Fields               |                                                           |                                                                   |
| 2011       | Red Dawn                           | Lt. Col. Andrew Tanner                                    | post-production                                                   |
| 2011       | The Courier                        | TBA                                                       | pre-production                                                    |
| 2014       | The Salvation                      | Delarue                                                   |                                                                   |
| 2018       | Batman v Superman: Dawn of Justice |                                                           |                                                                   |
| 2018       | Rampage Out of Control             |                                                           |                                                                   |
| TV         |                                    |                                                           |                                                                   |
| År         | Titel                              | Rolle                                                     | Noter                                                             |
| 1995, 2002 | JAG                                | Weapons Officer CIA Technician Wally CIA Technician Wally | Episode: Shadow Episode: Defending His Honor Episode: Enemy Below |
| 1996       | In the Blink of an Eye             | Jessie                                                    | ABC TV-Film                                                       |
| 1996       | Sliders                            | Sid                                                       | Episode: El Sid                                                   |
| 1996–1997  | The Burning Zone                   | Dr. Edward Marcase                                        |                                                                   |
| 2000       | Walker, Texas Ranger               | Jake Horbart                                              | Episode: Child of Hope                                            |
| 2001       | Skadestuen                         | brandmand Larkin                                          | Episode: The Crossing                                             |
| 2002       | The Practice                       | Daniel Glenn                                              | Episode: The Test                                                 |
| 2002       | Angel                              | Sam Ryan                                                  | Episode: Provider                                                 |
| 2002       | The Division                       | Father William Natali                                     | Episode: Forgive Me, Father                                       |
| 2003       | CSI: Crime Scene Investigation     | Undercover Agent #1                                       | Episode: All for Our Country                                      |
| 2003       | Star Trek: Enterprise              | Xindi-Reptilian                                           | Episode: Carpenter Street                                         |
| 2004       | The Handler                        | Mike                                                      | Episode: Give Daddy Some Sugar Episode: The Big Fall              |
| 2004       | Tru Calling                        | Geoffrey Pine                                             | Episode: Two Pair                                                 |
| 2004       | Monk                               | Steven Leight                                             | Episode: Mr. Monk Takes Manhattan                                 |
| 2005       | The O.C.                           | Joe Zukowski                                              | Episode: The Accomplice                                           |
| 2005       | Weeds                              | Judah Botwin                                              | Episode: Free Goat Episode: Dead in the Nethers                   |
| 2005–07    | Supernatural                       | John Winchester                                           | tilbagevendende rolle                                             |
| 2006–09    | Grey's Anatomy                     | Denny Duquette                                            | tilbagevendende rolle                                             |